# ویسنته رویون
ویسنته رویون (اسپانیایی: Vicente Revellón‎؛ زادهٔ ۴ ژوئن ۱۹۵۰) بازیکن فوتبال اهل کلمبیا بود.
از باشگاه‌هایی که در آن بازی کرده‌است می‌توان به باشگاه فوتبال سانتا فه اشاره کرد.